# Campeonato Sul-Americano de Futebol Sub-17
O Campeonato Sul-Americano Sub-17 é um campeonato de futebol organizado pela Confederação Sul-Americana de Futebol (CONMEBOL), realizado desde 1985 para jogadores com até 17 anos de idade. Nas três primeiras edições era disputado por jogadores com até 16 anos. O torneio foi disputado a cada dois anos entre 1991 e 2023, passando a ser realizado anualmente a partir de 2025, e distribui vagas para a Copa do Mundo Sub-17 da FIFA, que se disputa no mesmo ano.

## Formato
Todos os jogos são disputados em um único país-sede, com as dez seleções nacionais sub-17 da CONMEBOL (desde que nenhuma associação se retire). 
Com a ampliação do número de participantes para o mundial da categoria de 16 para 24 seleções, o sistema do torneio mudou para o Sul-Americano do Equador em 2007, adotando o mesmo que se determina para o Sub-20. As equipes eram separadas em dois grupos de cinco onde jogavam todos contra todos uma só vez, com cada seleção jogando quatro vezes. Os três primeiros de cada grupo se classificavam para uma fase final de seis, onde também jogavam todos contra todos, com cada equipe disputando cinco partidas para classificar as primeiras colocadas para o mundial. 
Para a edição de 2009 houve uma alteração na disputa da fase final. Os dois primeiros colocados de cada grupo garantiram a classificação direta para o mundial e definiram o título em um jogo único entre si. As equipes que finalizaram em segundo e terceiro lugar na primeira fase jogaram um quadrangular final para definir as vagas restantes no mundial.
A partir de 2025, a Copa do Mundo FIFA Sub-17 passou a ser anual, levando a competição sul-americana a adotar a mesma periodicidade para indicar seus representantes. Com isso o formato passou por alterações na sua fase final, com as duas melhores equipes de cada grupo avançando para as semifinais e se classificando diretamente para a Copa do Mundo. As equipes colocadas em terceiro e quarto lugar em cada grupo jogam pelas classificações do quinto ao oitavo lugar. Os vencedores das semifinais de 5–8 se classificam para a Copa do Mundo, enquanto os perdedores jogam pelo sétimo lugar, com o vencedor sendo a última das sete seleções do continente classificadas.

## Desempenho por país
| Equipe    | Campeão                                                                                  | Vice-campeão                            | Terceiro lugar                    |
| --------- | ---------------------------------------------------------------------------------------- | --------------------------------------- | --------------------------------- |
| Brasil    | 14 (1988, 1991, 1995, 1997, 1999, 2001, 2005, 2007, 2009, 2011, 2015, 2017, 2023 e 2025) | 3 (1985, 1986 e 2003)                   | 1 (2013)                          |
| Argentina | 4 (1985, 2003, 2013 e 2019)                                                              | 6 (1988, 1995, 1997, 2001, 2009 e 2015) | 5 (1991, 1993, 2007, 2011 e 2023) |
| Colômbia  | 1 (1993)                                                                                 | 2 (2007 e 2025)                         | 2 (1988 e 2003)                   |
| Bolívia   | 1 (1986)                                                                                 |                                         |                                   |
| Uruguai   |                                                                                          | 3 (1991, 2005 e 2011)                   | 3 (1995, 1999 e 2009)             |
| Chile     |                                                                                          | 3 (1993, 2017 e 2019)                   | 1 (1997)                          |
| Equador   |                                                                                          | 1 (2023)                                | 4 (1985, 1986, 2005 e 2015)       |
| Paraguai  |                                                                                          | 1 (1999)                                | 3 (2001, 2017 e 2019)             |
| Venezuela |                                                                                          | 1 (2013)                                | 1 (2025)                          |